# Chořov
Chořov (polsky Chorzów  [ˈxɔʐuf]IPA), historicky Králova Huť (polsky Królewska Huta, německy Königshütte) je město a městský okres v jižním Polsku ve Slezském vojvodství. Leží na historickém území Horního Slezska ve středu dvoumilionové katovické konurbace mezi Bytomí a Katovicemi. V roce 2021 žilo v samotném Chořově 106 846 obyvatel. Při sčítání lidu 2011 se 33,8 % obyvatel přihlásilo ke slezské národnosti, ale většina z nich se také přihlásila k polské národnosti, takže 83,6 % obyvatel Chořova se přihlásilo k polské národnosti (v Polsku je možné uvést dvě národnosti).[zdroj?]
Město Chořov v dnešní podobě existuje od roku 1934, kdy byly ke Králově Huti připojeny obce Chořov, Maciejkowice a Nové Hajduky (Nowe Hajduki) a současně došlo k přejmenování celého nově vzniklého celku. Dějiny vesnice Chořov sahají do 13. století, kdežto Králova Huť vznikla na konci 18. století a městská práva získala v roce 1868. Vývoj města úzce souvisel s průmyslem, zejména hornickým a hutnickým. Dodnes jsou v provozu dvoje železárny – Huta Królewska (funguje nepřetržitě od roku 1799) patřící koncernu ArcelorMittal a Batory v majetku společnosti Alchemia SA. Také se zde v závodech Alstom Konstal vyrábějí železniční vozidla, hlavně tramvaje a vozy metra (tramvaje Konstal byly za socialismu nejrozšířenějším typem tramvaje v Polsku).
Na území Chořova se rozkládá Slezský park, v jehož areálu se nachází mj. Slezský stadion, Slezská zoologická zahrada a Hornoslezský etnografický park. Město je známo i fotbalovým klubem Ruch Chorzów.

## Historie
Dějiny obce Chořov sahají do 13. století. Její začátky se pojí s činností rytířského řádu Božího hrobu jeruzalémského, který zde na důležité obchodní stezce z Vratislavi do Krakov nechal založit vesnici i s kaplí a špitálem. Lokační listina byla vydána Vladislavem I. Opolským v roce 1257. Vesnice sdílela osudy Bytomského knížectví, s nímž se stala součástí zemí Koruny české a posléze Habsburské monarchie. První zmínka o Maciejkowicích pochází z roku 1498, o Hajducích z roku 1627. V roce 1742 se většina Horního Slezska, včetně území dnešního města, dostala pod nadvládu Pruska.

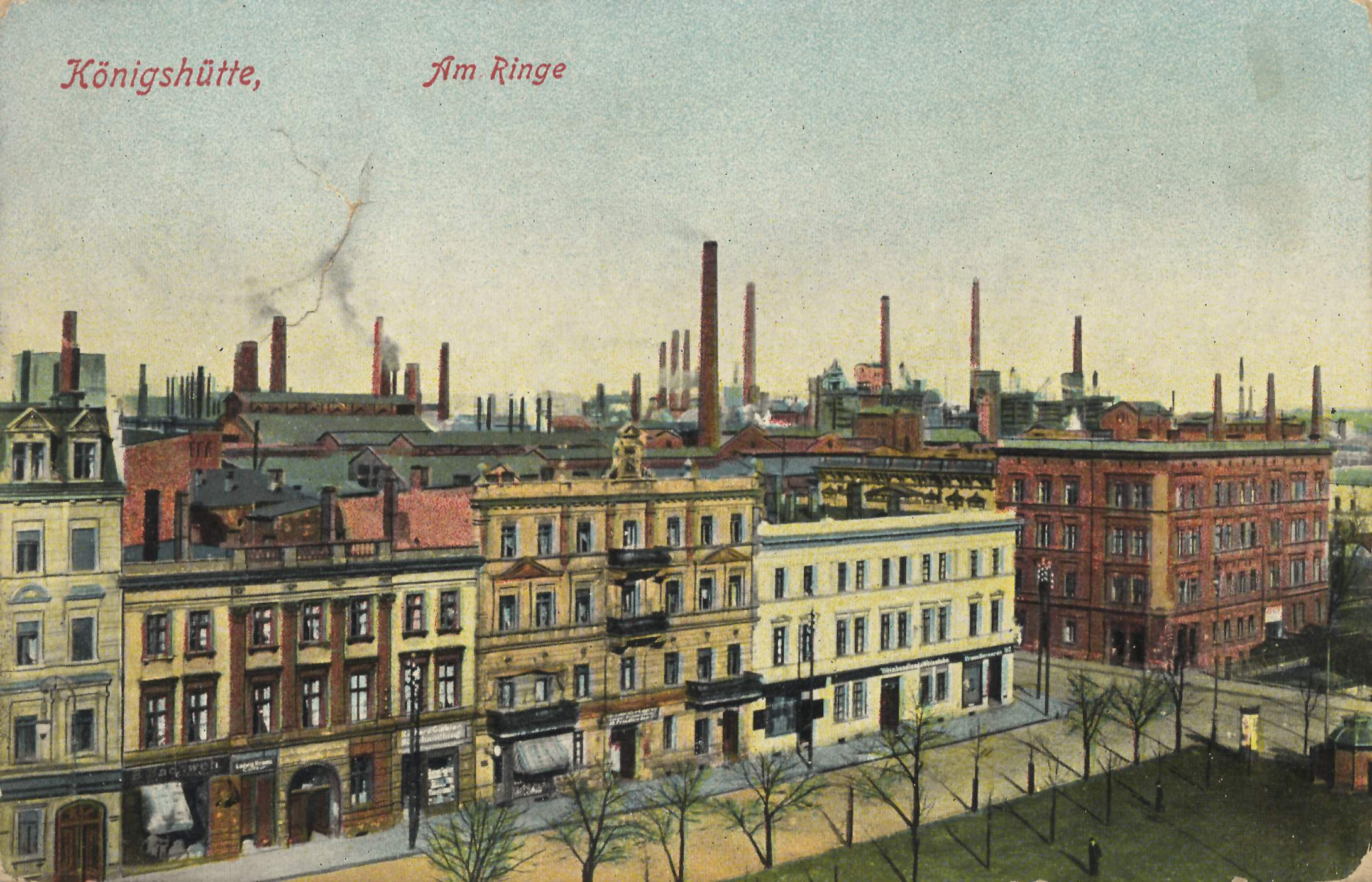
Pohled na město na začátku 20. století

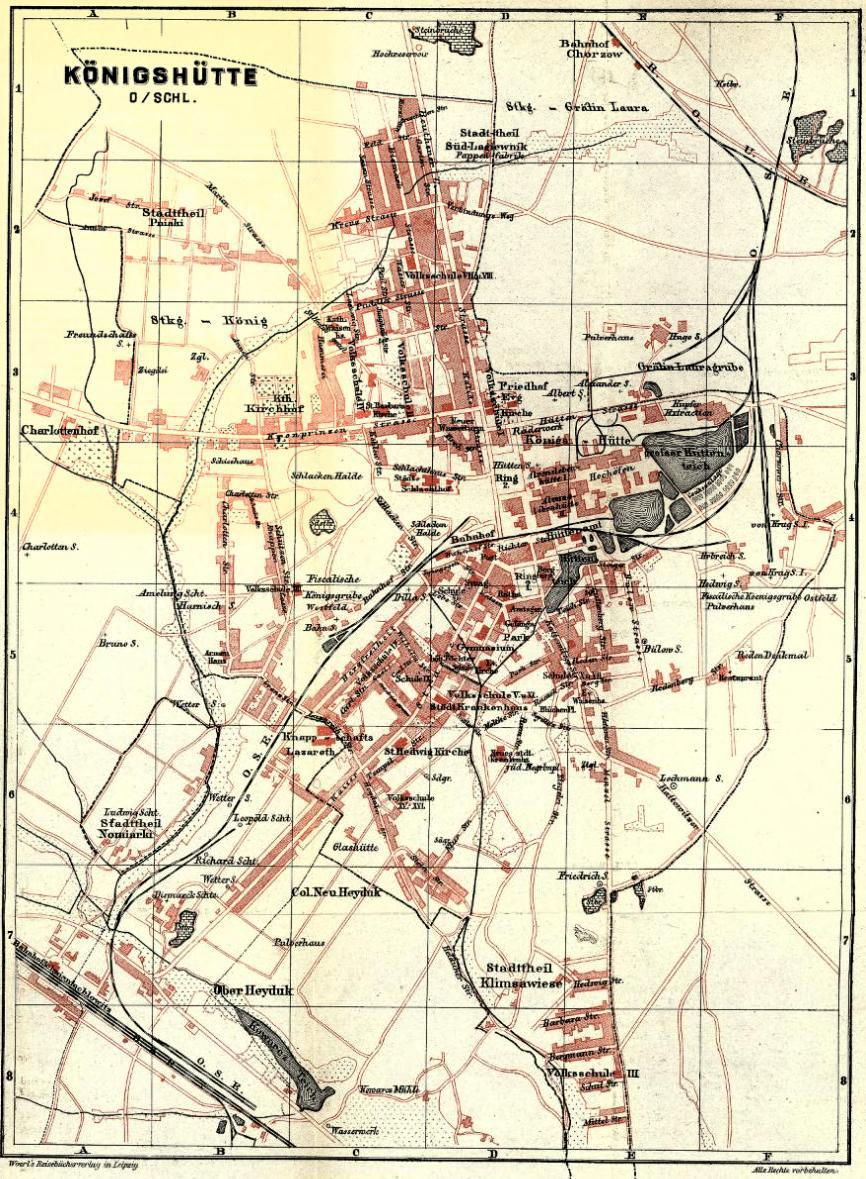
Plán města z roku 1904

Od 16. století se v oblasti začalo s těžbou stříbra, olova a železných rud. Velký průlom nastal v roce 1787, kdy chořovský farář Ludwik Bojarski objevil ložiska černého uhlí. Vznikl první důl Fürstine Hedwige, který patřil pod místní farnost. O dva roky později začala těžba na státním dole Prinz Karl von Hessen (Princ Karel Hesenský, od roku 1800 Königsgrube – Králův důl). Roku 1799 se z iniciativy hraběte Friedricha Wilhelma von Redena začaly budovat železárny Königshütte (tedy „Králova huť” na počest Fridricha Viléma III.) a kolem dnešní ulice Kalidego vyrostla začátkem 19. století první dělnická kolonie (roku 1802 čítala 18 domů). Církevní majetek, včetně řádu Božího hrobu, jemuž doposud patřila vesnice Chořov, přešel v roce 1810 do vlastnictví pruského státu. V letech 1826–1830 byla v okolí dnešní ulice Wolności z iniciativy hornohajduckého podnikatele Erdmanna Sarganka založena kolonie Erdmannswille. Význam této ulice vzrostl po zprovoznění Hornoslezské dráhy se stanicí Königshütte in Schwientochlowitz umístěné na pomezí Świętochłowic a Horních Hajduků (již neexistuje, roku 1913 byla nahrazena dnešním nádražím Chorzów Batory). Kolem jižní části ulice se od roku 1857 vyvíjela osada Neu-Heiduk (Nowe Hajduki). Ve stejné době začala výstavba kolonie Klimsawiese (Klimzowiec).
17. července 1868 bylo několik osad a kolonií sloučeno do jedné městské obce s názvem Königshütte neboli Králova Huť, která čítala zhruba 14 tisíc obyvatel. Do roku 1905 se počet obyvatel zvýšil na 66 tisíc. Kolem dnešní ulice Wolności a nádraží na železniční trati do Bytomi, jež bylo zprovozněno roku 1872 (dnes Chorzów Miasto), vyrostlo postupně nové městské centrum. V roce 1873 byla dokončena budova radnice u nově vytyčeného hlavního náměstí a z přelomu 19. a 20. století pocházejí ikonické stavební památky Královy Huti: pošta (1892), hotel Graf Reden (1901, nyní divadlo Teatr Rozrywki) či tržnice (1905). Roku 1894 začaly po městě jezdit tramvaje. Rozvoj Dolních a Horních Hajduků, jež byly sloučeny do jedné obce s názvem Bismarckhütte v roce 1903, souvisel především se založením Bismarckových železáren (Bismarckhütte) v roce 1873 a Rütgersovy továrny na dehet (Rudolf Rütgers Chemische Fabrik für Theerprodukte) v roce 1888. Roku 1916 byly založeny chořovské dusíkárny.
Podle sčítání lidu z roku 1910 žilo v Králově Huti 72 641 obyvatel, z toho 54,1 % německojazyčných a 34 % polskojazyčných (k polskému jazyku se řadilo i hornoslezské nářečí, dále zvláštní kategorii představovali „dvoujazyční”, již tvořili 11,5 % obyvatelstva). Bismarckhütte čítala 22 687 obyvatel (45,9 % německo-, 48,6 % polsko- a 5,2 % dvoujazyčných), Neu-Heiduk 6 240 (41,6 % německo-, 49,7 % polsko- a 8,4 % dvoujazyčných), vesnice a statek Chořov (Chorzow) dohromady 11 152 (19,7 % německo-, 76,2 % polsko- a 3,6 % dvoujazyčných) a Maciejkowice (Maczeikowitz) 1 347 (13,5 % německo- a 81 % polskojazyčných, 5,5 % s jiným jazykem). Celkem tedy na území dnešního města žilo 114 067 obyvatel, více než v současnosti.

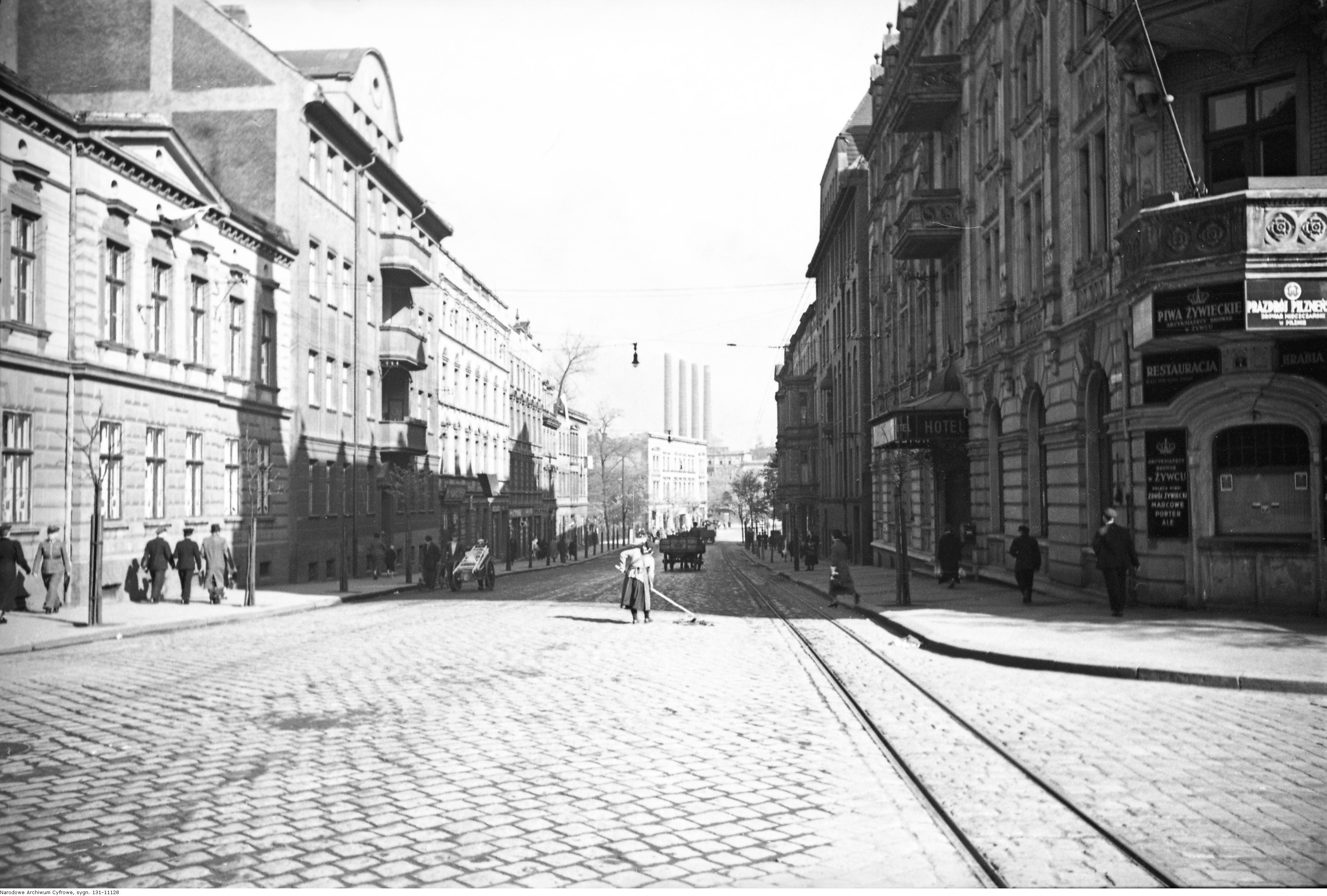
Ulice Wolności v roce 1937

Po první světové válce bylo Horní Slezsko sporným územím mezi Německem a Polskem. V hornoslezském plebiscitu se 74,7 % hlasujících v Králově Huti vyslovilo pro setrvání v Německu, ovšem při konečném rozdělení regionu v roce 1922 město připadlo polskému státu, stejně tak ostatní obce. 1. června 1934 byly Králova Huť a Chořov s Maciejkowicemi sloučeny do jednoho správního celku, který byl pojmenován Chořov (Chorzów). Volba názvu navzdory velikostnímu poměru mezi jednotlivými částmi padla ve snaze zbavit se německé symboliky obsažené v názvu „Králova Huť”, kde se králem míní pruský vladař. Roku 1937 byly připojeny Nowe Hajduki a k 1. dubnu 1939 Wielkie Hajduki (dřívější obec Bismarckhütte), čímž město získalo dnešní podobu. Bylo největším městem autonomního Slezského vojvodství, dokonce v té době větším než Katovice. Populačního maxima pak dosáhlo v roce 1977 se 156 tisíci obyvatel.
Mezi milníky chořovské historie po roce 1945 patří zejména výstavba Slezského parku (dříve Vojvodský park kultury a oddechu) započatá v roce 1951 včetně zoologické zahrady (1954), planetária (1955), Slezského stadionu (1956), lunaparku (1959), lanovky Elka (1967) i Hornoslezského etnografického parku (1975), a také urbanistické proměny v souvislosti s rozšiřováním dopravní sítě: roku 1979 byl dokončen průtah městem ve směru na Bytom s 400metrovou estakádou protínající přímo hlavní náměstí u radnice a mezi lety 1994 až 2001 proběhla výstavba chořovského úseku Silničního diametru katovické konurbace (Drogowa Trasa Średnicowa). Zároveň se Chořov silně potýkal s fenomény typickými pro celé Horní Slezsko: perzekuce místního národnostně nevyhraněného obyvatelstva v prvních poválečných létech, od poloviny 50. let masivní emigrace do Západního Německa vynahrazovaná přílivem dělníků z centrálního a východního Polska (tzv. werbusů) a po roce 1989 strukturální krize zapříčiněná útlumem průmyslu.

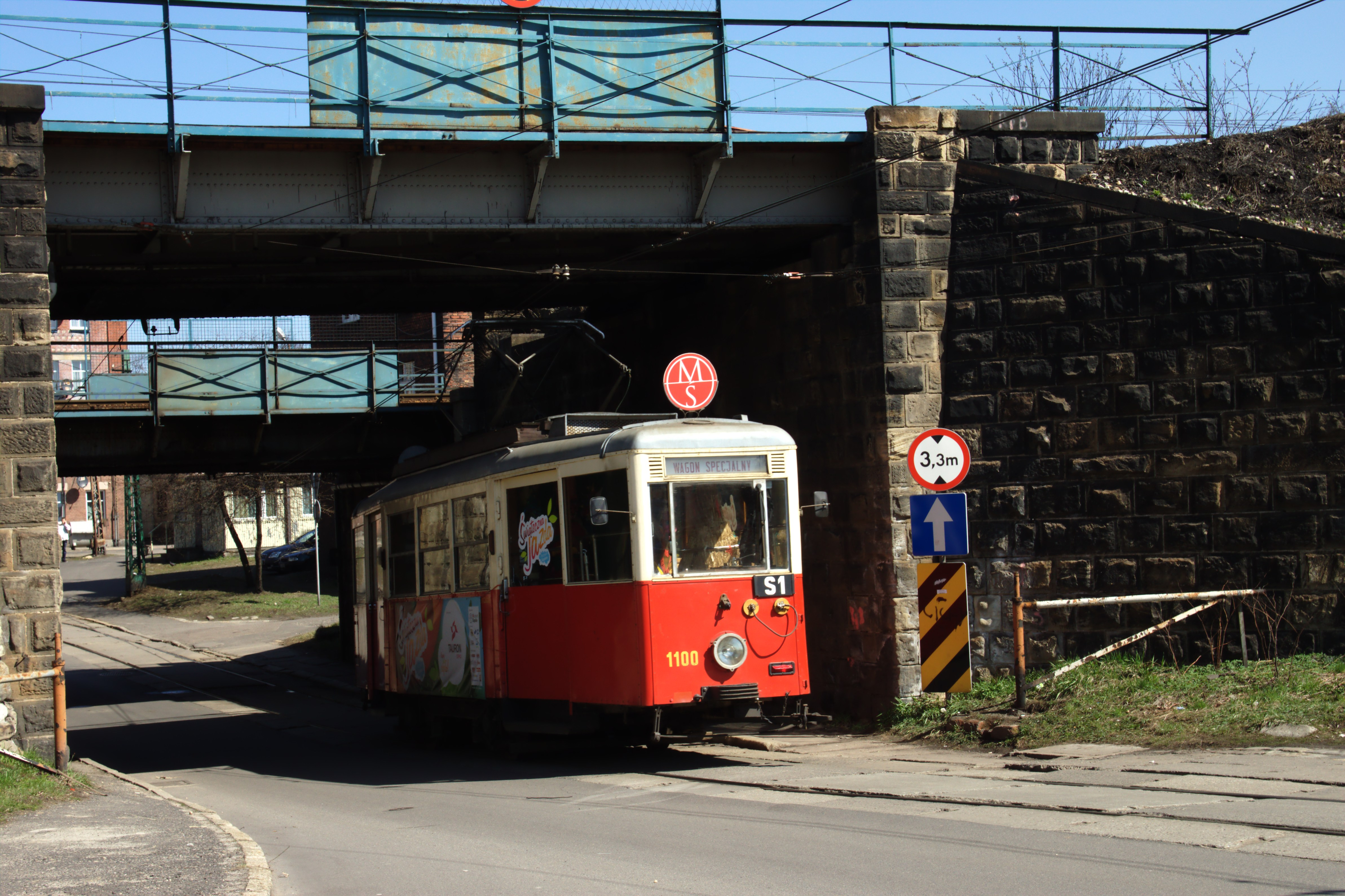
Konstal N v chořovských ulicích

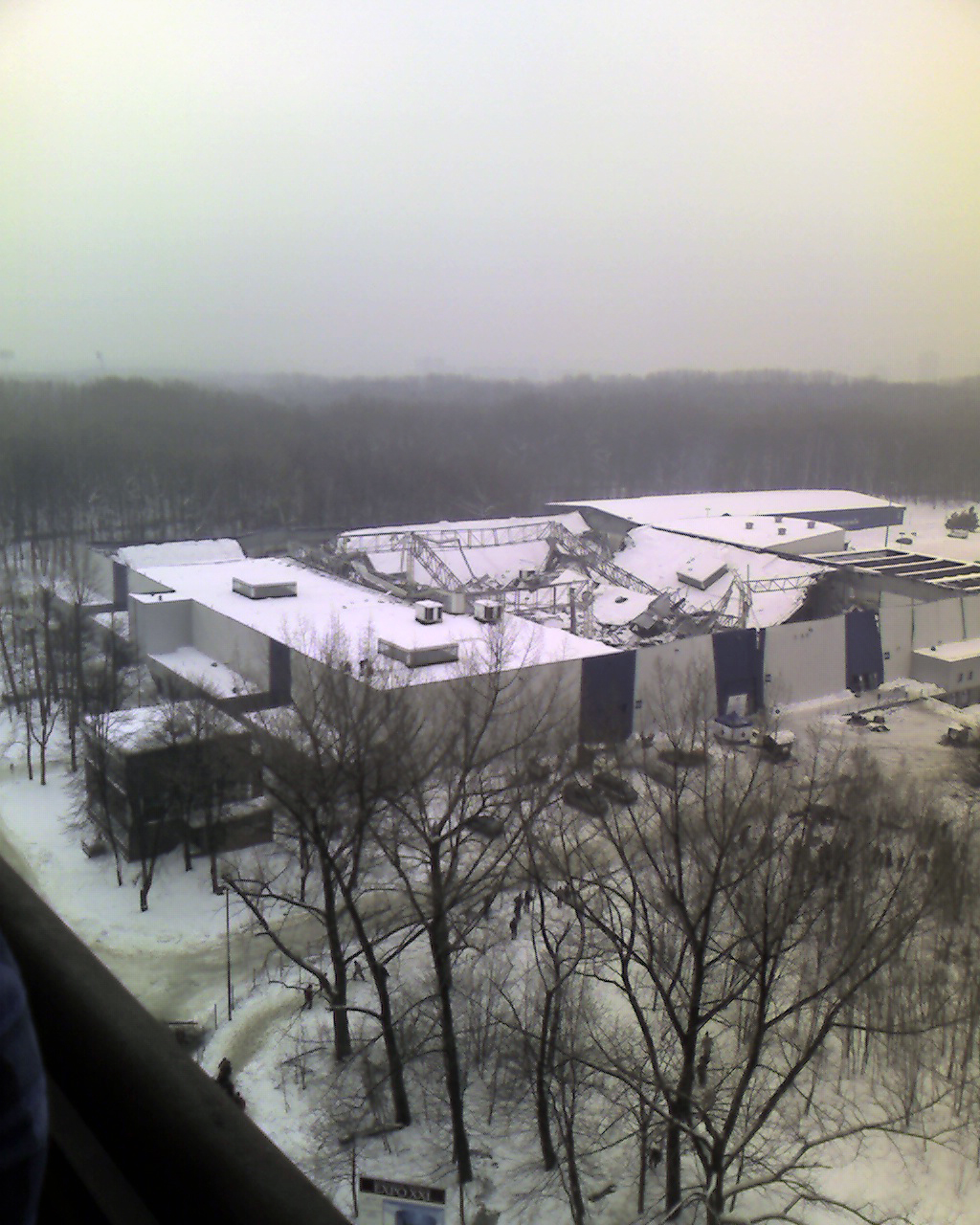
Stavební katastrofa na veletrzích (2006)

Mezi největší podniky ve městě v období socialismu patřila Huta Kościuszko (dřívější Königshütte, dnes jako Huta Królewska spadá pod společnost ArcelorMittal), Huta Batory (dřívější Bismarckovy železárny, dnes rozděleno na několik podniků v rámci společnosti Alchemia S.A.), Zakłady Azotowe Chorzów (dusíkárny), Zakłady Chemiczne Hajduki (bývalá Rütgersova továrna na dehet, zanikla v roce 2012), černouhelný důl Barbara-Chorzów (uzavřen 1993), černouhelný důl Prezydent (uzavřen 1995) a továrna na výrobu ocelových konstrukcí Konstal, která vznikla odštěpením od Královy huti. Konstal se specializoval na výrobu drážních vozidel a na stavbu mostů, vzešel z něj mj. nejpopulárnější typy tramvajových vozů v poválečném Polsku Konstal N a Konstal 105Na. V současnosti patří pod společnost Alstom.
V letech 1992–2011 se na katastru Chořova na okraji Slezského parku rozkládal areál Mezinárodních katovických veletrhů. V lednu 2006 zde došlo ke stavební katastrofě, při níž zemřelo 65 lidí.

## Městské části
V současnosti se Chořov nedělí na samosprávné městské části s výjimkou Maciejkowic, které mají zvláštní status „pomocné jednotky obce“ (jednostka pomocnicza gminy). V povědomí se ale dodnes udržuje administrativní členění platné před rokem 2009:
- Centrum (Chorzów I) – zahrnuje jižní část bývalého města Králova Huť, Hajduki Nowe a čtvrť Klimzowiec
- Chorzów II, hovorově Cwajka – zahrnuje severní část bývalého města Králova Huť, hranicí mezí I. a II. městskou částí tvořila železníční trať Chořov – Bytom
- Chorzów Stary (Chorzów III) – zahrnuje bývalé vesnice Chořov a Maciejkowice
- Chorzów-Batory (Chorzów IV) – zahrnuje bývalou obec Wielkie Hajduki / Bismarckhütte

Mimo čtyři městské části se nacházel areál Vojvodského parku kultury a oddechu, což mělo zdůrazňovat jeho nadměstský význam.

## Památky a turistické zajímavosti
- Park Śląski (Slezský park), do roku 2012 oficiálně Vojvodský park kultury a oddechu Jerzyho Ziętka (Wojewódzki Park Kultury i Wypoczynku im. gen. Jerzego Ziętka) – park o rozloze 535 ha založený na podnět tehdejšího místovojvody a významného stranického činitele Jerzyho Ziętka v roce 1951 cílem vytvořit „zelená plíce” katovické konurbace
  - Slezská zoologická zahrada (Śląski Ogród Zoologiczny); před hlavním vchodem se nachází ikonická socha Žirafa z roku 1959
  - Slezské planetárium (Planetarium Śląskie)
  - Slezský stadion (Stadion Śląski)
  - Lunapark Legendia, do roku 2013 Slezský lunapark (Śląskie Wesołe Miasteczko)
  - Lanová dráha Elka, jež spojuje lunapark a stadion (2,2 km)
  - Rozárium – růžová zahrada o rozloze 7 ha
  - Výstavní síň Klobouk (Kapelusz) ve tvaru evokujícím dámský klobouk, stavba z roku 1968
  - Hornoslezský etnografický park (Górnośląski Park Etnograficzny) s památkami lidového stavitelství 18. až 20. století z oblasti Horního Slezska (včetně Těšínska) a Dąbrowské pánve
- Radnice – sídlo městského úřadu na hlavním náměstí (Rynek), za svou současnou podobu vděčí funkcionalistické přestavbě v letech 1927–1929
- Ulice Wolności (Svobody) – hlavní kompoziční osa bývalého města Králova Huť s řadou činžovních domů z přelomu 19. a 20. století, částečně pěší zóna
  - Hlavní pošta (Wolności 2) – novogotická veřejná budova postavená v letech 1891–1892 a rozšířena o severní křídlo v roce 1911
  - Kostel svaté Hedviky (Wolności 53) – novorománský katolický kostel z roku 1873
  - „Mrakodrap“ (Wolności 41a) – devítipodlažní funkcionalistická budova dokončena v roce 1937, která byla původně sídlem městské spořitelny
- Kostel svaté Barbory (3 Maja 20) – novogotický katolický kostel postavený mezi lety 1851 až 1859
- Teatr Rozrywki – hudební divadlo, jehož sídlem je budova někdejšího hotelu Graf Reden z roku 1901 na rohu ulic Konopnickiej a Katowicka
- Kalideho dům v ulici Kalidego 1 – pozůstatek nejstarší dělnické kolonie ve městě vystavěné před rokem 1802; rodný dům sochaře Theodora Erdmanna Kalideho (1801–1863)
- Pomník Friedricha Wilhelma von Redena, průkopníka hornoslezského průmyslu, v Sadech hutníků (Plac Hutników) – odlitý v roce 1853 podle návrhu Theodora Erdmanna Kalideho, po druhé světové válce byl odstraněn a obnoven v roce 2002
- dále řada činžovních domů, familoků, veřejných budov a kostelů z 19. a 20.  století roztroušených po celém městě

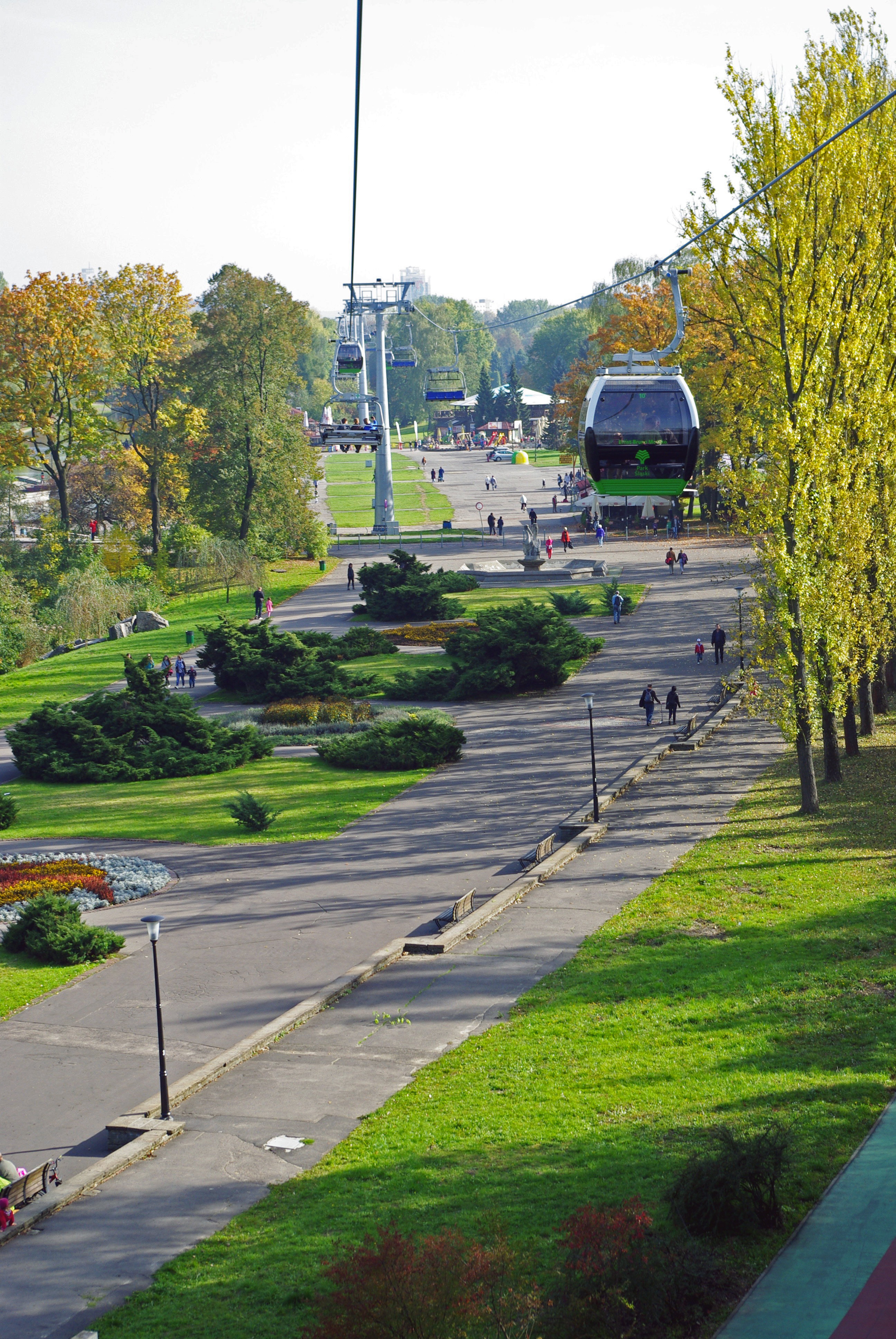
Slezský park z pohledu lanovky
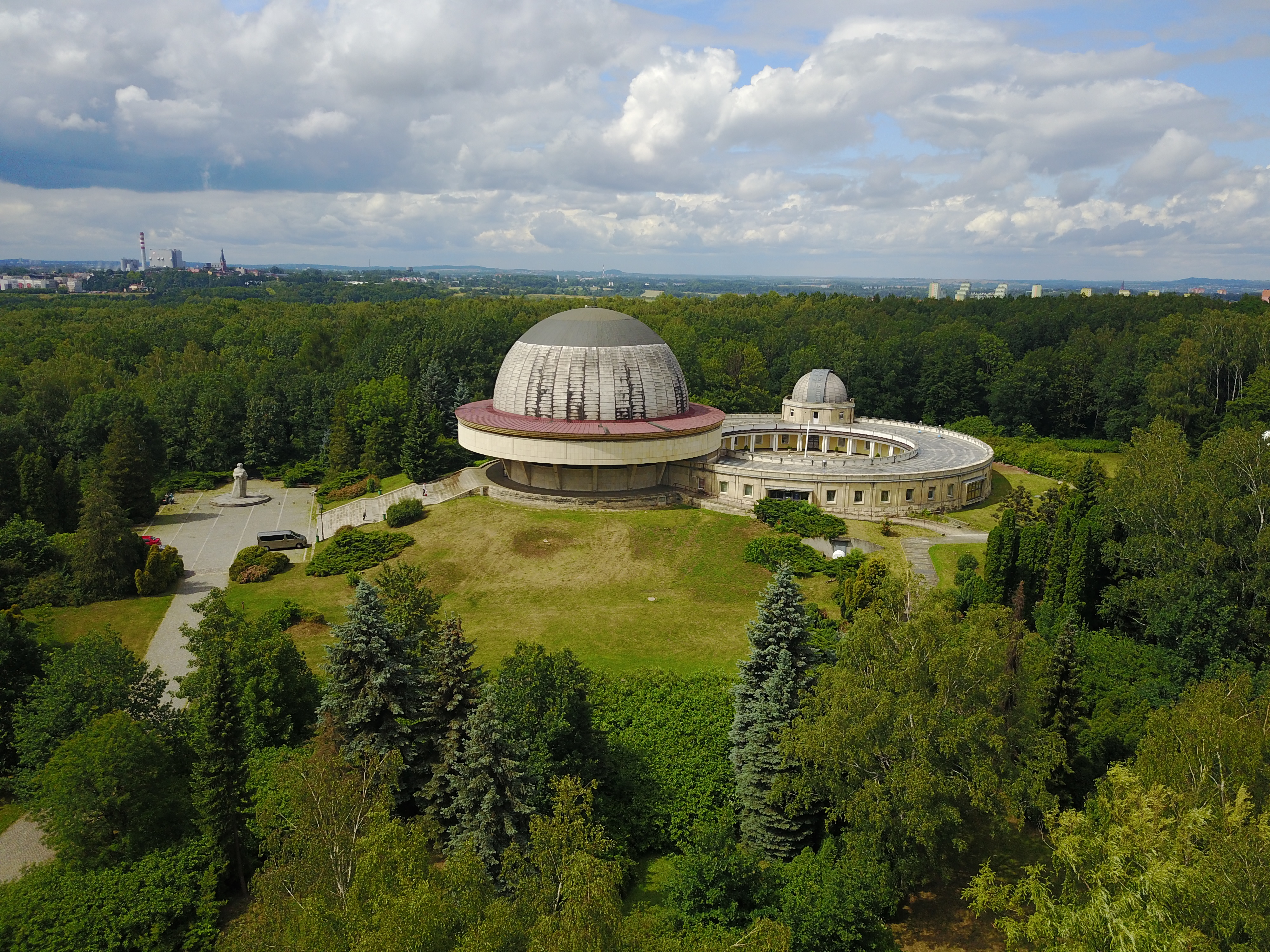
Slezské planetárium
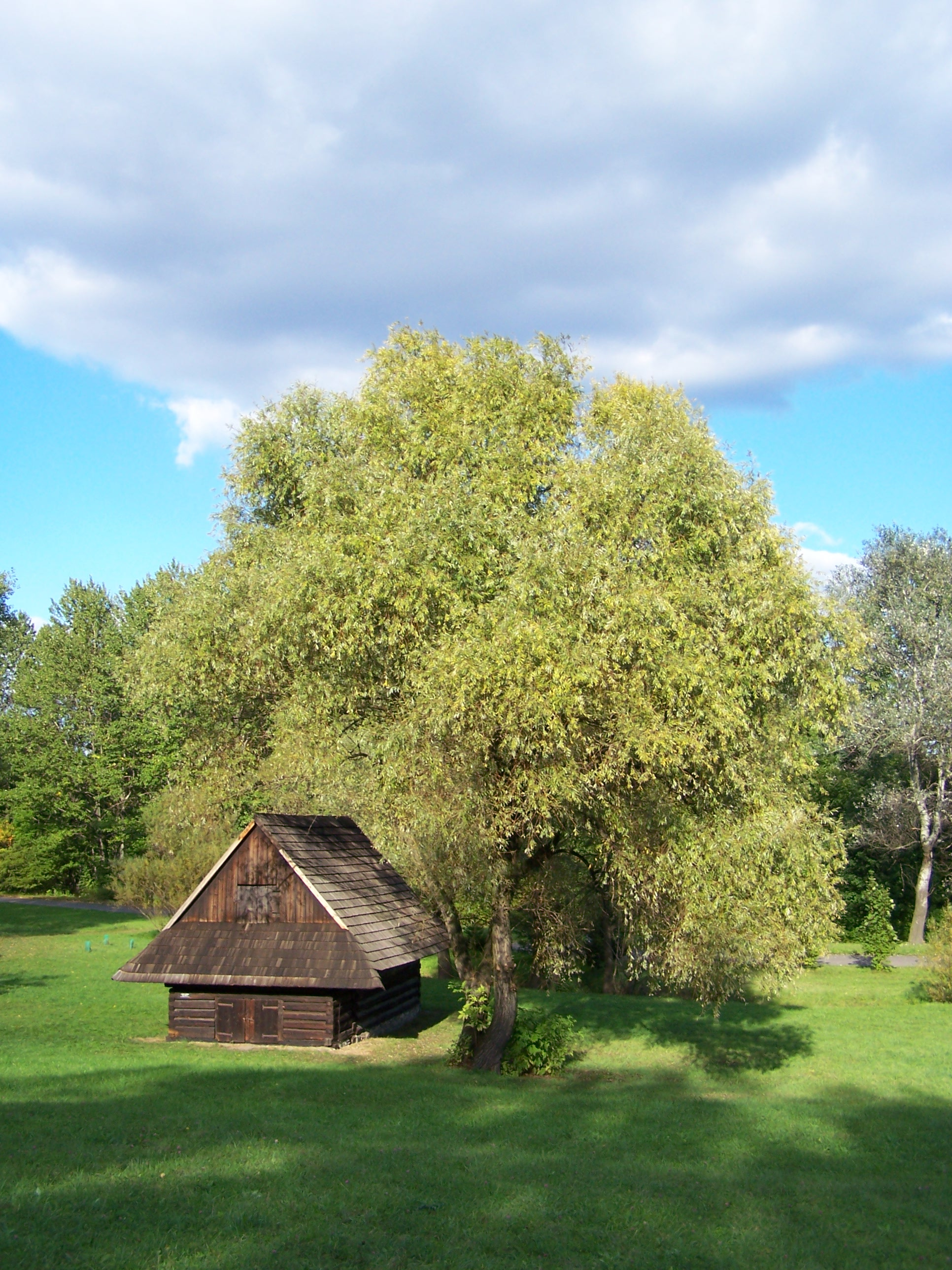
Hornoslezský etnografický park
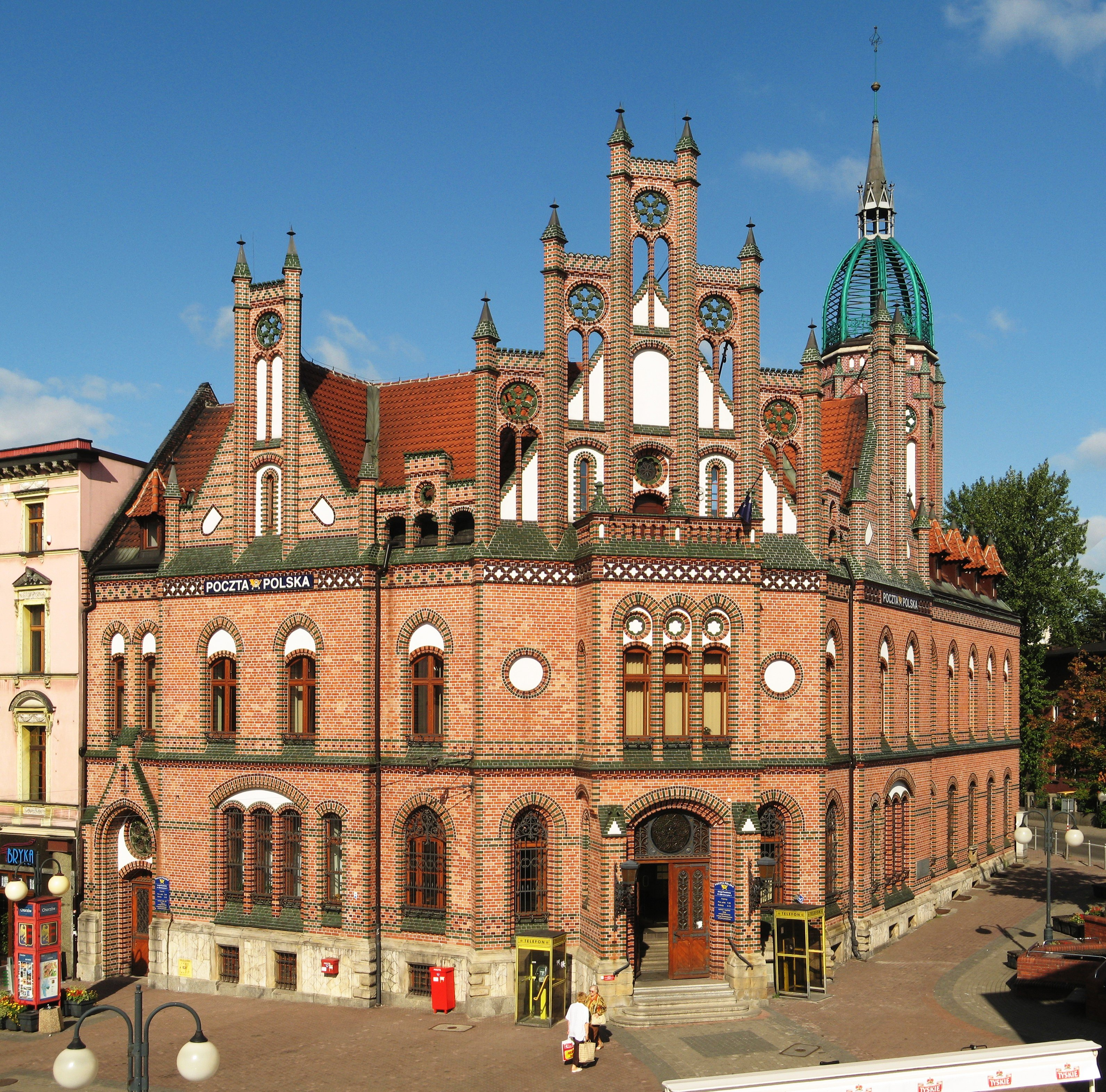
Hlavní pošta
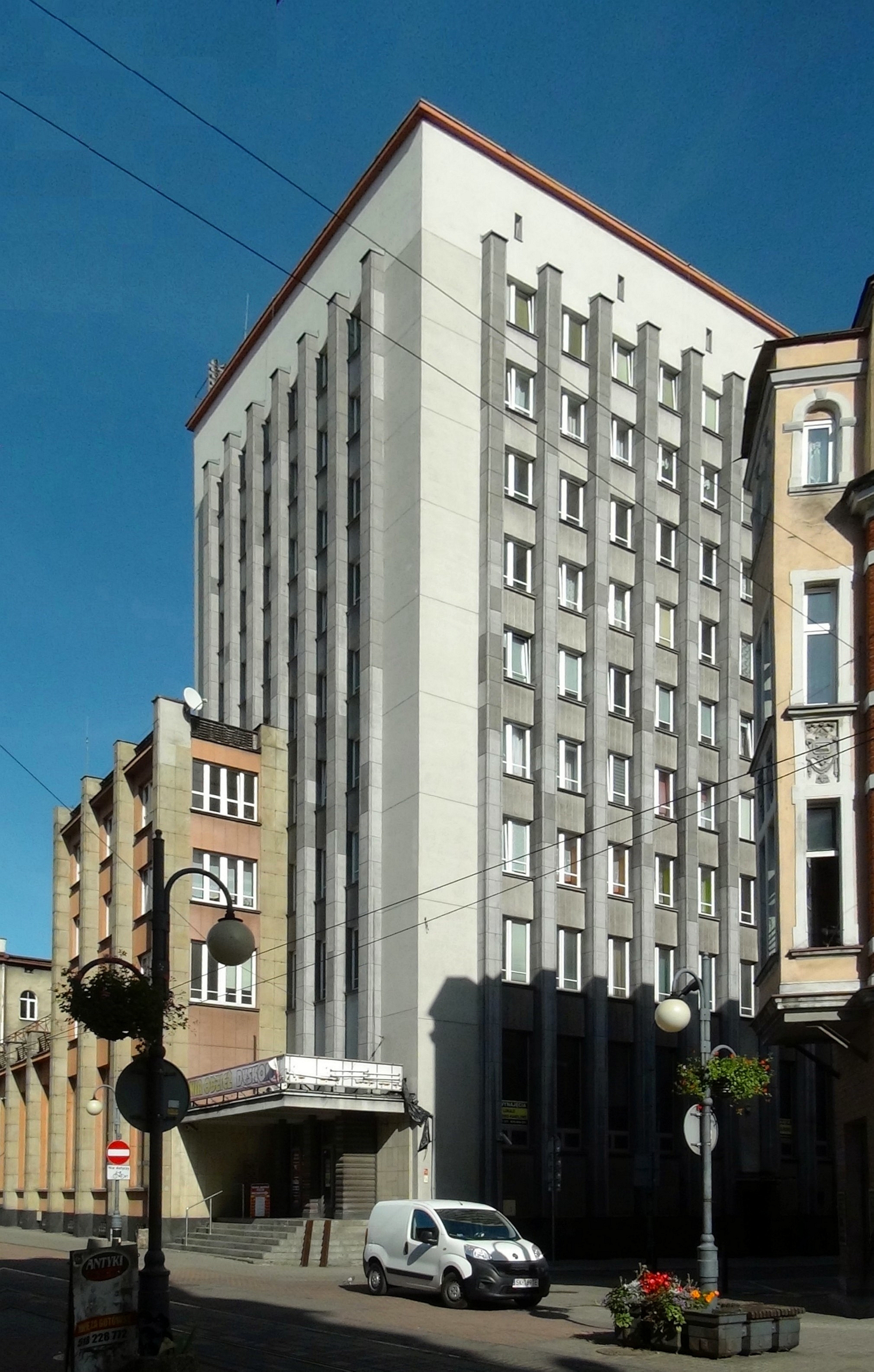
Mrakodrap
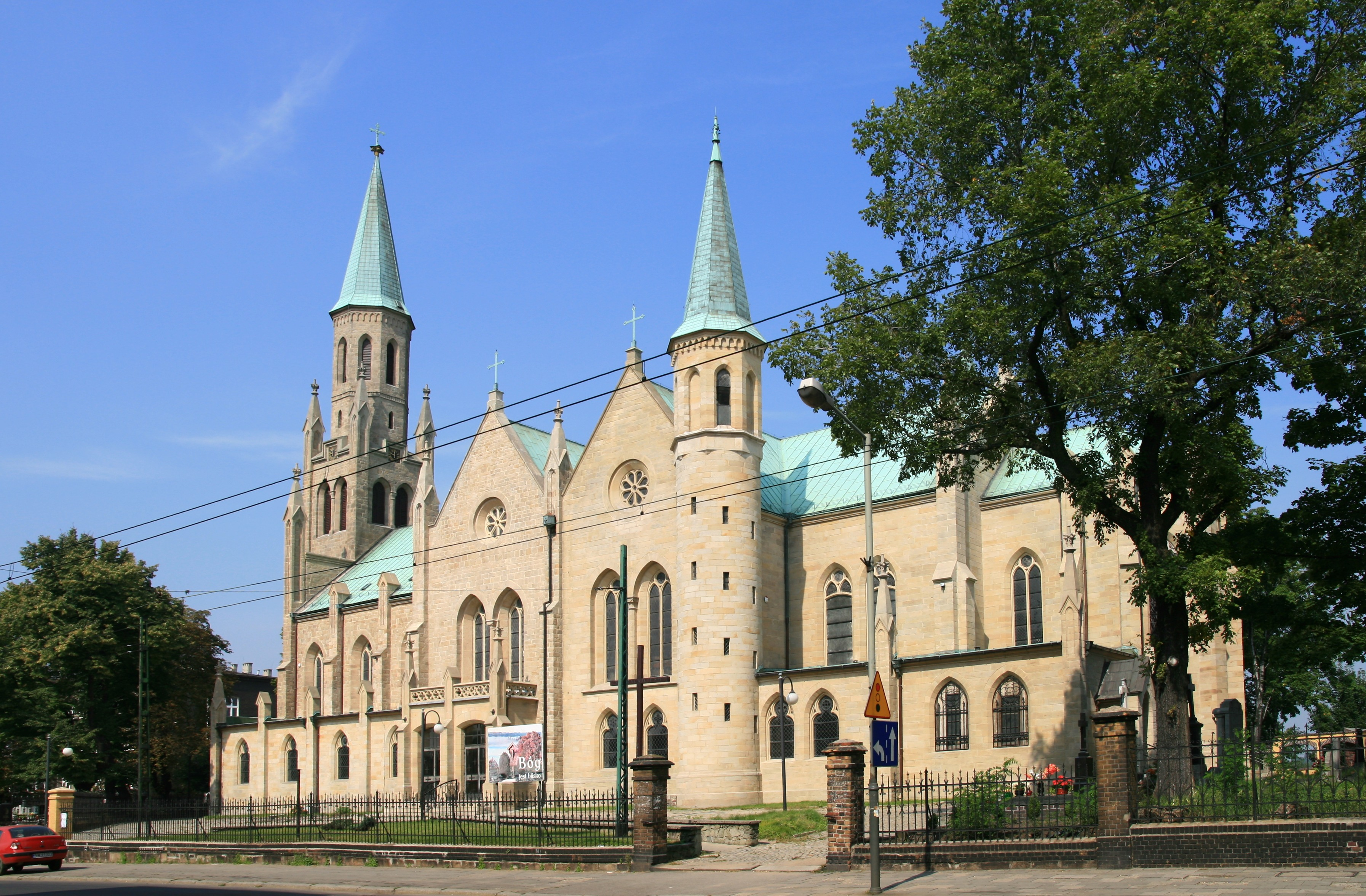
Kostel svaté Barbory
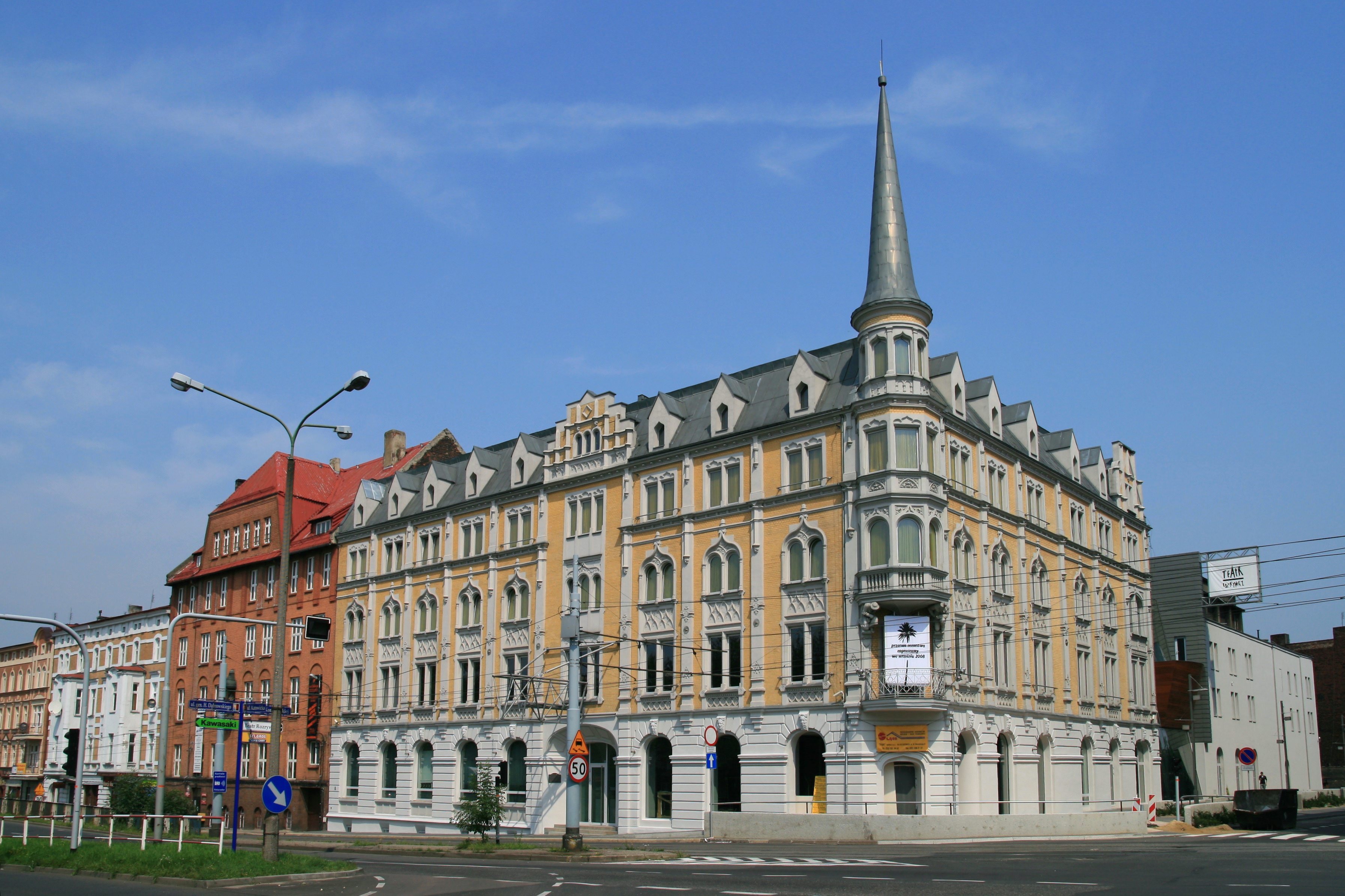
Divadlo Teatr Rozrywki
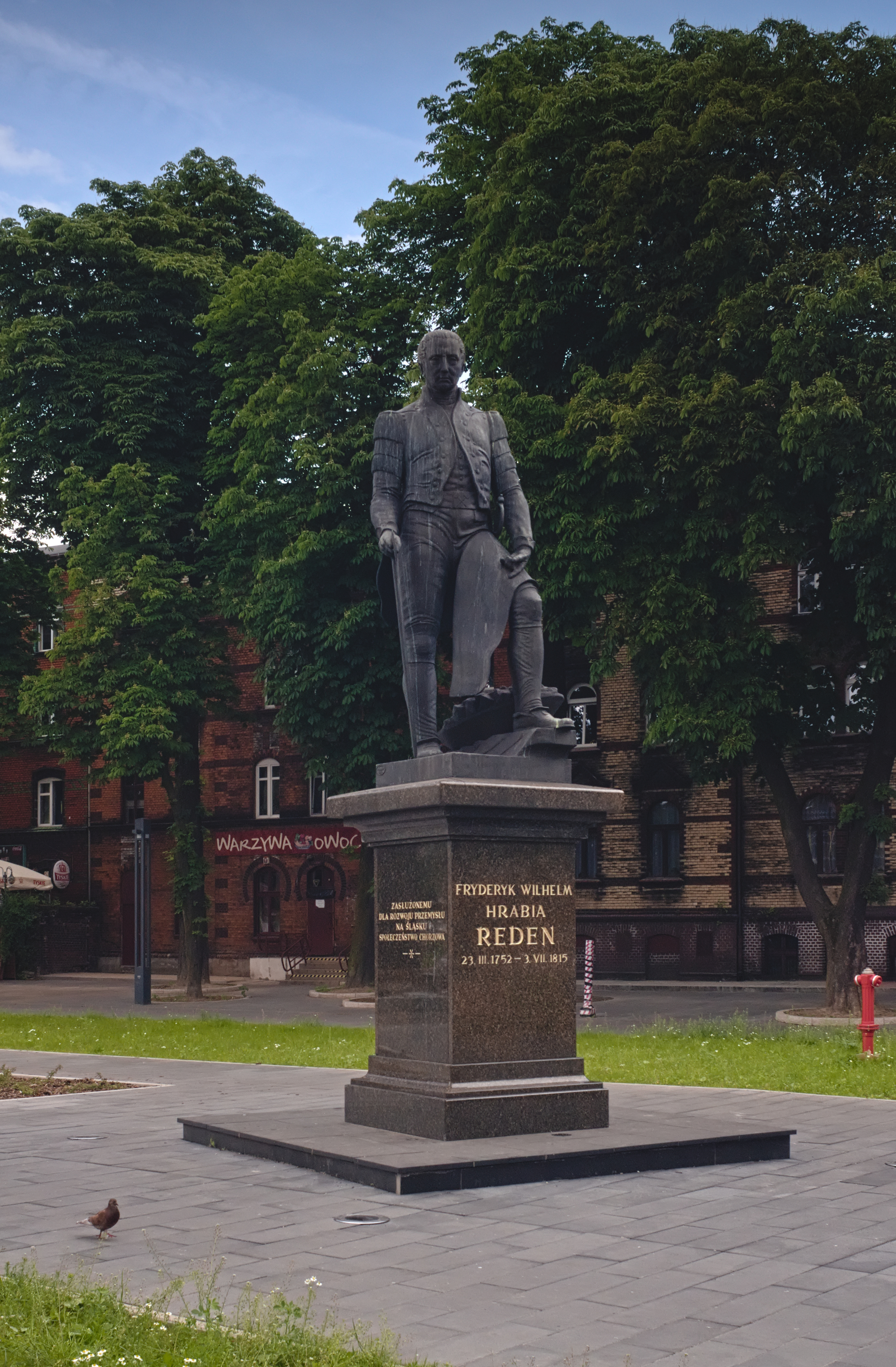
Redenův pomník

## Doprava

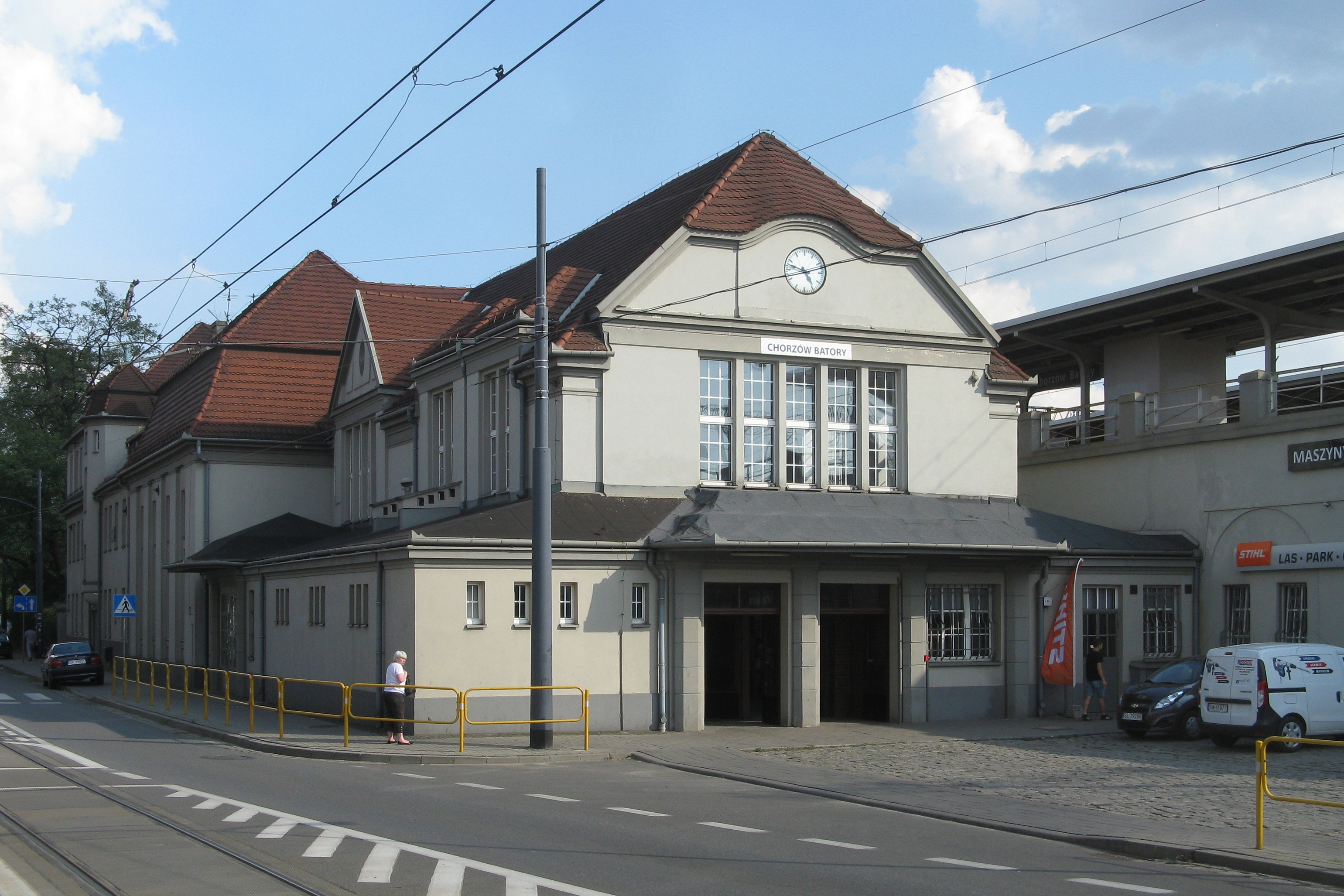
Nádraží Chorzów Batory

Nádraží Chorzów Batory v jižní částí města leží na železniční magistrále Katovice – Vratislav, historické Hornoslezské dráze, která je nyní součástí III. panevropského koridoru. Odbočuje z ní vedlejší trať do Bytomi, jež prochází centrem a nachází se na ní stanice Chorzów Miasto (Chořov-město) a Chorzów Stary (Starý Chořov). Podle jízdního řádu 2021/2022 měl Chořov přímé spojení mj. s Varšavou, Krakovem, Vratislaví, Bělostokem, Poznaní a Štětínem. Regionální dopravu zajišťuje společnost Koleje Śląskie (Slezské dráhy).
Silniční páteř města tvoří ulice Katowicka, která vede od hranice s Katovicemi ke hranicí s Bytomí a protíná přímo historické centrum. Je součástí národní silnice (droga krajowa) č. 79. Jižní částí (čtvrti Klimzowiec a Nowe Hajduki) prochází Silniční diametr katovické konurbace (Drogowa Trasa Średnicowa). Městská hromadná doprava je zajišťována v rámci integrovaného systému katovické konurbace (Zarząd Transportu Metropolitalnego, ZTM). Ve městě jezdí jak autobusy, tak tramvaje.

## Rodáci
- Kurt Alder (1902–1958) – chemik, nositel Nobelovy ceny z roku 1950 za objev a rozvoj syntézy dienů
- Gerard Cieślik (1927–2013) – fotbalista, člen polské fotbalové reprezentace v letech 1946–1959, jeden z nejlepších hráčů v historii polské kopané
- Eugeniusz Faber (1939–2021) – fotbalista, člen polské fotbalové reprezentace v letech 1959–1969
- August Froehlich (1891–1942) – římskokatolický kněz, oběť koncentračního tábora Dachau
- Bartosz Gelner (* 1988) – herec
- Halina Górecka (* 1938) – sprinterka, získala zlatou (1964) a bronzovou (1960) olympijskou medaili
- Monika Hojniszová-Staręgová (* 1991) – biatlonistka, bronzová medailistka olympijských her 2013
- Theodor Erdmann Kalide (1801–1863) – sochař, představitel tzv. berlínské sochařské školy
- Oswald Kaduk (1906–1997) – nacistický zločinec, Rapportführer koncentračního tábora Auschwitz
- Wojciech Kuczok (* 1972) – spisovatel, básník, scenárista a filmový kritik
- Olgierd Łukaszewicz (* 1946) – herec
- Antoni Piechniczek (* 1942) – fotbalista a fotbalový trenér, člen polské fotbalové reprezentace v letech 1967–1969 a její trenér v letech 1980–1986
- Tino Schwierzina (1927–2003) – politik, poslední primátor Východního Berlína v letech 1990–1991
- Hanna Schygulla (* 1943) – herečka
- Adam Taubitz (* 1967) – jazzový houslista a hudební skladatel
- Gerhard Wagner (1888–1939) – ministr zdravotnictví a hlavní lékař (Reichsärzteführer) nacistického Německa, spolutvůrce Norimberských zákonů
- Franz Waxman (1906–1967) – hudební skladatel a dirigent, dvojnásobný držitel Oscara za hudbu k Sunset Blvd. a A Place in the Sun
- Henryk Wieczorek (* 1949) – fotbalista, člen polské fotbalové reprezentace v letech 1973–1979

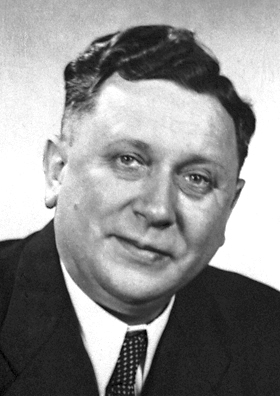
Kurt Alder
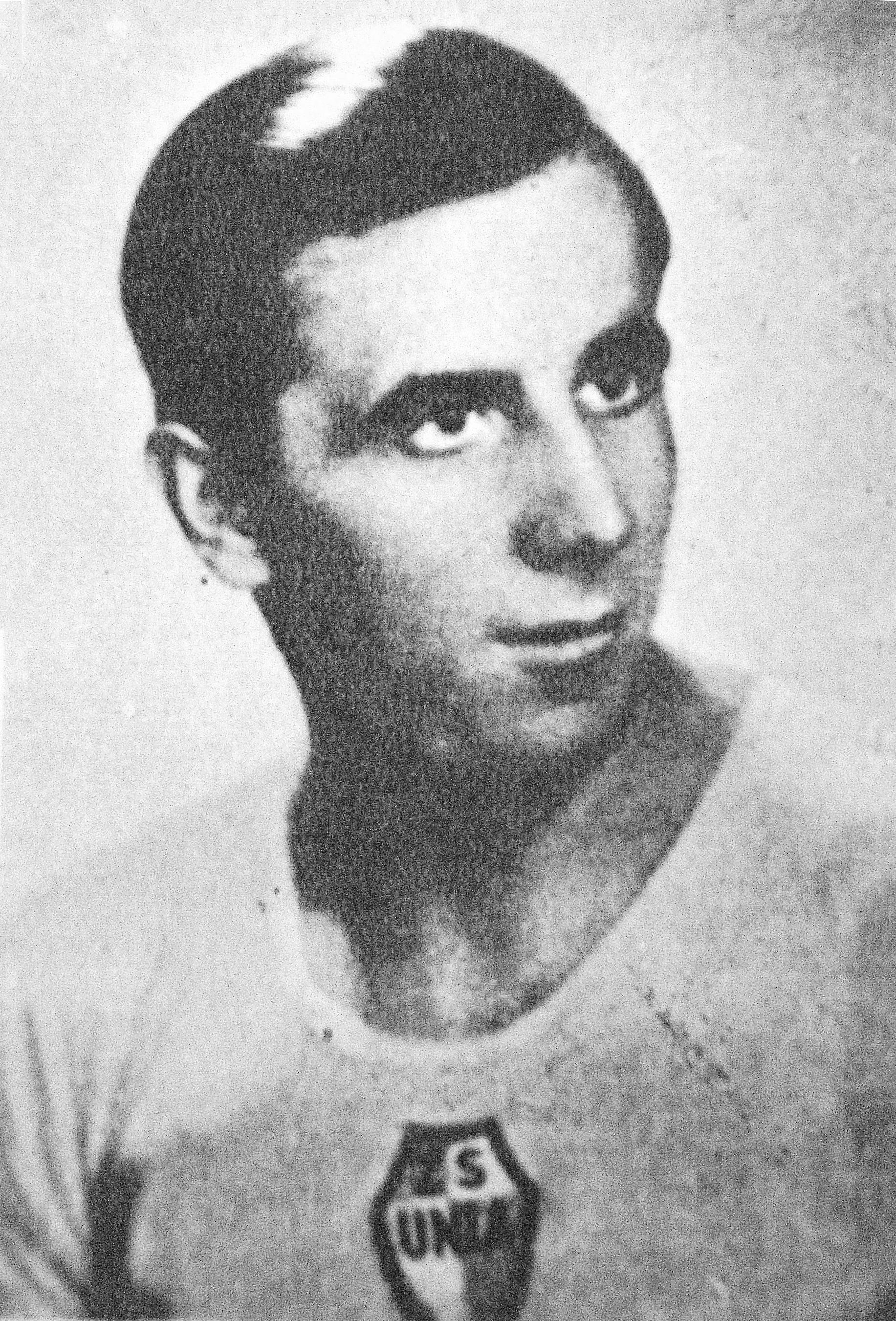
Gerard Cieślik
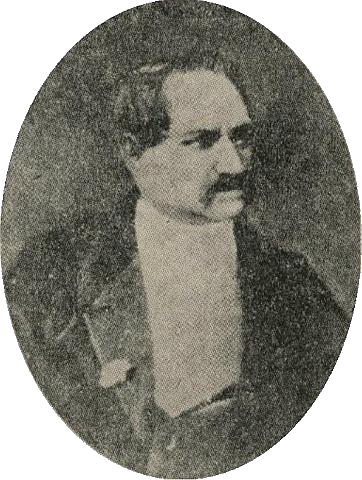
Theodor Erdmann Kalide
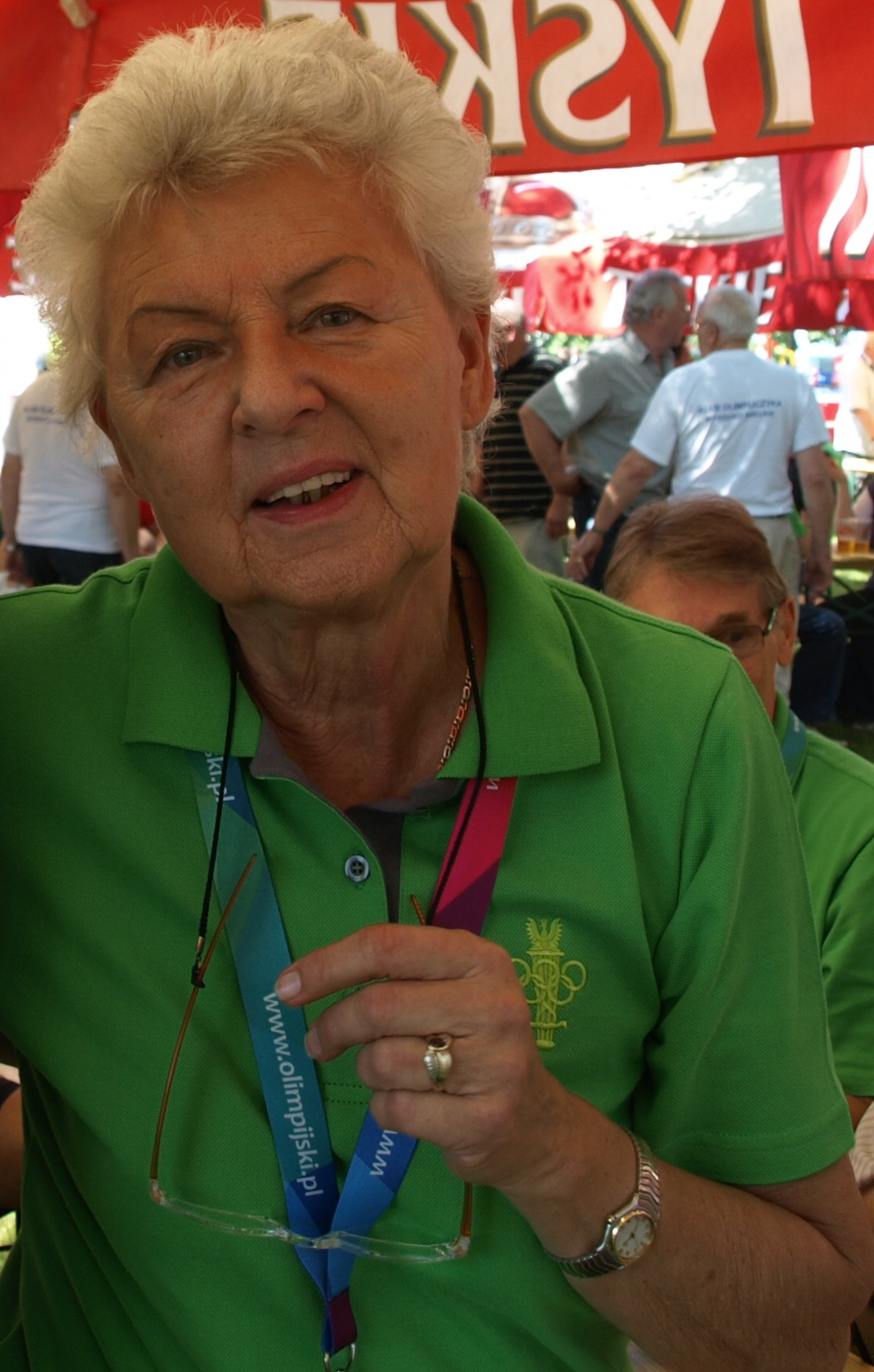
Halina Górecka
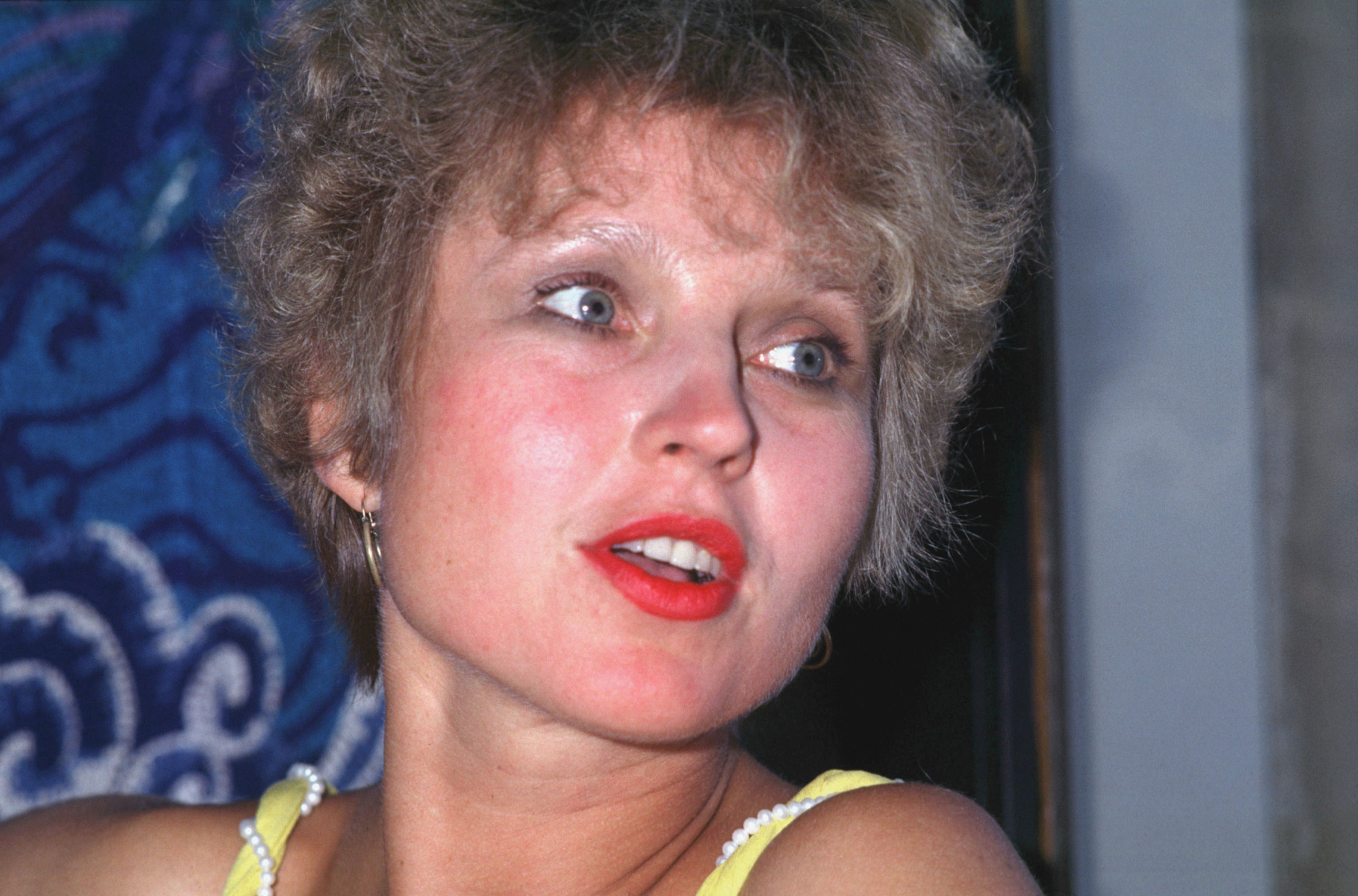
Hanna Schygulla
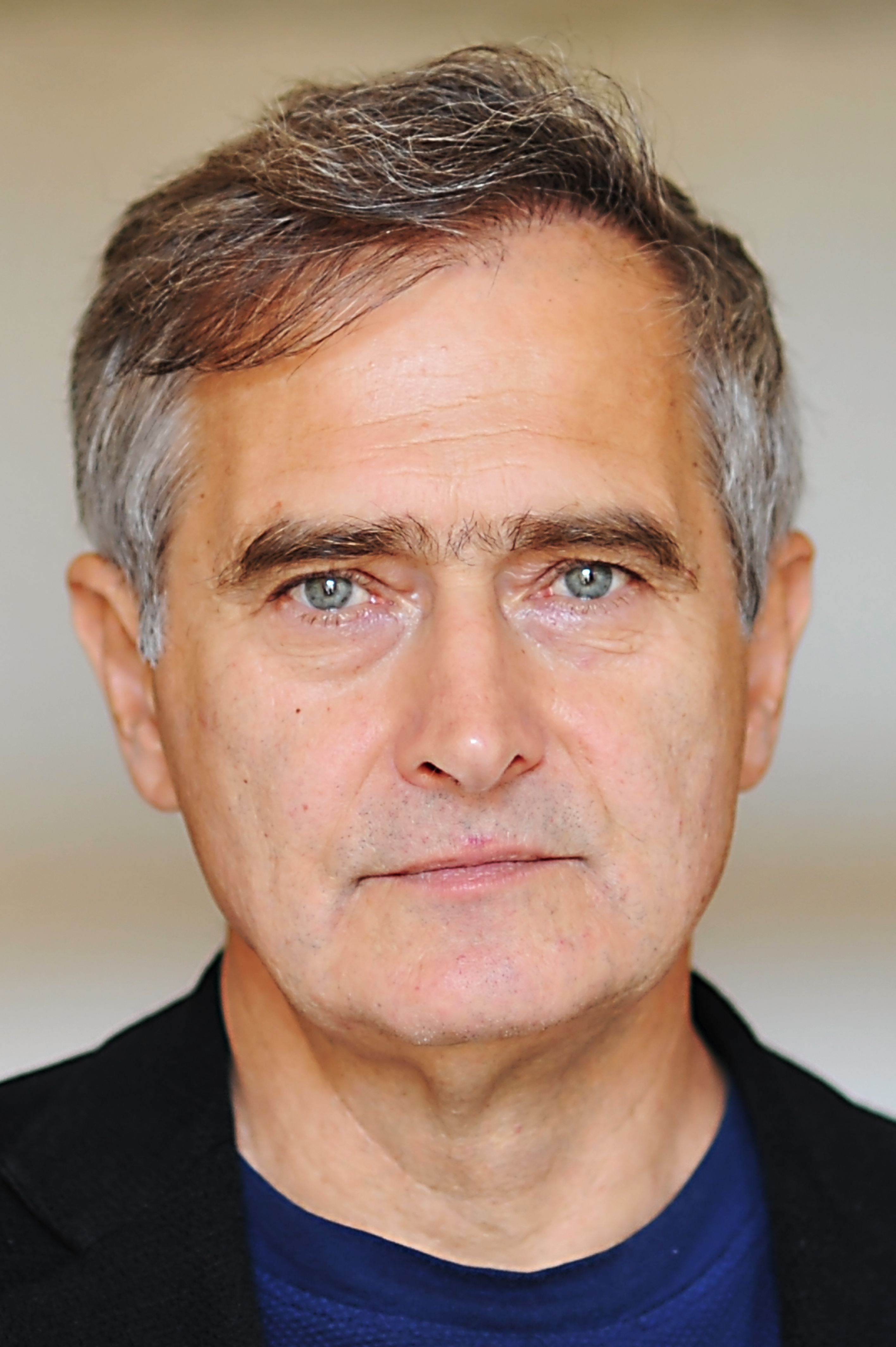
Olgierd Łukaszewicz
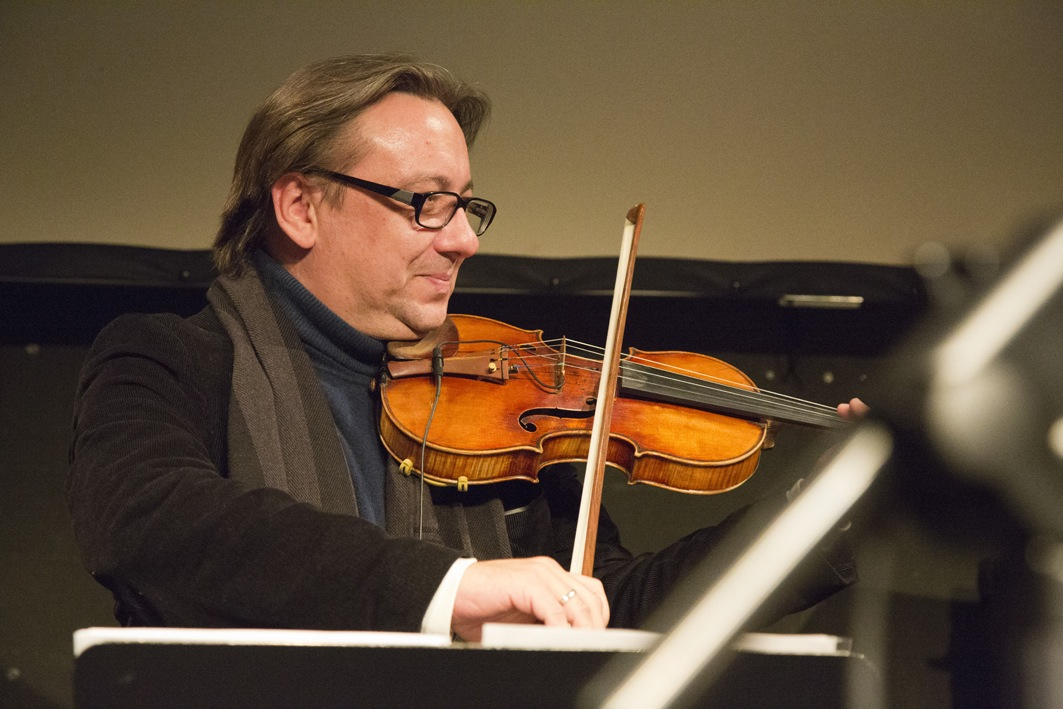
Adam Taubitz

## Partnerská města
- Creil, Francie
- Iserlohn, Německo
- Ózd, Maďarsko
- Termoli, Itálie
- Ternopil, Ukrajina
- Zlín, Česko